# Dan E. Anderson
Daniel Edward "Dan" Anderson (Torrance, California, 1 de enero de 1951) es un exbaloncestista estadounidense que disputó dos temporadas en la NBA. Con 1,88 metros de estatura, jugaba en la posición de base.

## Trayectoria deportiva

### Universidad
Jugó tres temporadas con los Trojans de la Universidad del Sur de California, en las que promedió 12,3 puntos, 3,7 asistencias y 2,4 rebotes por partido. En sus dos últimas temporadas fue incluido en los mejores quintetos de la Pacific-10 Conference, en el segundo en 1973 y en el primero en 1974.

### Profesional
Fue elegido en la nonagésimo segunda posición del Draft de la NBA de 1974 por Portland Trail Blazers, y también por San Diego Conquistadors en el puesto 73 del draft de la ABA, fichando por los primeros. Allí jugó dos temporadas, siendo la más destacada la segunda, en la que promedió 4,4 puntos y 1,6 asistencias por partido.

## Estadísticas de su carrera en la NBA

### Temporada regular
| Temporada | Edad | Equipo                 | Liga | P  | TIT | MIN  | TC  | TCA | %TC  | 3P | 3PA | %3P | TL  | TLA | %TL  | R.OF. | R.DEF. | REB | ASIS | ROB | TAP | PER | FP  | PTS |
| 1974-75   | 24   | Portland Trail Blazers | NBA  | 43 |     | 10.5 | 1.1 | 2.4 | .448 |    |     |     | 0.6 | 0.7 | .867 | 0.2   | 0.5    | 0.7 | 1.9  | 0.4 | 0.0 |     | 1.0 | 2.8 |
| 1975-76   | 25   | Portland Trail Blazers | NBA  | 52 |     | 11.8 | 1.7 | 3.5 | .486 |    |     |     | 1.0 | 1.2 | .836 | 0.3   | 0.9    | 1.2 | 1.6  | 0.4 | 0.0 |     | 1.1 | 4.4 |
| Total     |      |                        | NBA  | 95 |     | 11.2 | 1.4 | 3.0 | .472 |    |     |     | 0.8 | 1.0 | .846 | 0.2   | 0.7    | 1.0 | 1.7  | 0.4 | 0.0 |     | 1.1 | 3.7 |